# Longat (Panyabungan Barat)
Longat is een bestuurslaag in het regentschap Mandailing Natal van de provincie Noord-Sumatra, Indonesië. Longat telt 2082 inwoners (volkstelling 2010).